# 871 Amneris
871 Amneris
871 Amneris là một tiểu hành tinh ở vành đai chính. Nó được Max Wolf phát hiện ngày 14.5.1917 ở Heidelberg, và được đặt theo tên Amneris, nhân vật trong vở opera Aida của Giuseppe Verdi. Tên của nó lại được dùng để đặt cho phân nhóm tiểu hành tinh Amneris, thuộc nhóm tiểu hành tinh Flora